# Sérgio Godinho
Sérgio Godinho (Porto, 1945) és un poeta, compositor i intèrpret de cançons portuguès.
A més d'autor, compositor i cantaire és, una mica com la imatge del protagonista de la seva cançó «O homem dos 7 instrumentos», un artista polifacètic, actor amb diverses participacions en films, serials televisius i obres de teatre, dramaturg, amb algunes peces de teatre de la seva autoria i fins i tot realitzador, entre altres activitats.
Com molts dels seus col·legues, als vint anys hagué d'anar-se'n de Portugal cap a la guerra colonial. Roman nou anys allunyat del país. El seu arrelament més pregon, emperò, és amb la capital francesa, París, on forma part durant dos anys del planter del musical Hair i comença a esborrallar les seves primeres cançons i pren contacte amb altres músics portuguesos, com José Mário Branco, Zeca Afonso e Luís Cília. També sojornaria a Amsterdam, Brasil i Vancouver.
El 1971 col·labora al primer àlbum en solitari de José Mário Branco, Mudam-se os tempos mudam-se as vontades, i aquell mateix any faria la seva estrena discogràfica en enregistrar, a terres franceses, el llarg durada Os sobreviventes. Encara enregistraria a l'exili l'àlbum Pré-histórias (1972).
Encara que constantment censurats, aquests àlbums atenyerien gran popularitat entre el públic portuguès l'any següent. Fins i tot la premsa atorgaria a Sérgio Godinho els premis Autor do Ano i Disco do Ano (pel disc Os sobreviventes).
En 1973 se'n va al Canadà, on es casa amb la seva primera muller, Shila Charlesworth, col·lega a la companyia de teatre The Living Theatre. S'estableix en una comunitat hippie a Vancouver, i és allà on s'assabentaria de la Revolució dels Clavells, que el portaria de bell nou a Portugal. Ja a terres lusitanes, edita l'àlbum À queima-roupa (1974) amb esbalaïdor succés, i volta el país, actuant a manifestacions populars.
Des d'aleshores la seva carrera no es deturaria més. Malgrat algunes absències d'èxit comercial, no gaires, sempre va romandre com a favorit de la crítica i del públic, i és autor d'algunes de les cançons més aclamades de la història de la música portuguesa, com «É terça-feira» ('És dimarts') i «Com um brilhozinho nos olhos» ('Amb un petit esclat als ulls').

## Discografia

### Àlbums originals
| • Os sobreviventes (1971) |
| --- |
| Lletres i cançons de Sérgio Godinho, excepte on s'indica altrament. 1. «Que força é essa?» – 3:51 ('Quina força és aquesta?') 2. «A-A-E-I-O» – 2:10 3. «Descansa a cabeça (estalajadeira)» – 2:30 ('Reposa el cap (alberguera)') 4. «Paula» – 2:48 5. «Que bom que é» – 1:45 ('Que n'és de bo') 6. «O charlatão» (música de José Mário Branco) – 3:27 ('El palatreca') 7. «Farto de voar» – 2:25 ('Tip de volar') 8. «Senhor Marquês» – 1:20 ('Senyor Marquès') 9. «Cantiga da velha mãe e dos seus dois filhos» (música de José Mário Branco) – 4:01 ('Cantiga de la mare vella i els dos fills') 10. «A linda Joana» – 1:31 ('La bella Joana') 11. «Romance de um dia na estrada» – 4:05 ('Romanço d'un dia al carrer') 12. «Maré alta» – 3:19 (`Marea alta') |

- Pré-histórias (1972)

| • À queima-roupa (1974) |
| --- |
| Lletra i música de Sérgio Godinho llevat que no s'indiqui altrament. 1. «Liberdade» – 3:16 ('Llibertat') 2. «Cão raivoso» – 3:33 ('Gos rabiós') 3. «A minha cachopa» – 2:10 ('La meva ninoia') 4. «Assim como um postal para o Canadá» – 3:38 ('Així com una postal per al Canadà') 5. «Tem ratos» – 0:53 ('Hi ha rats') 6. «O meu compadre» – 3:24 ('El meu compare') 7. «Os pontos nos iis» – 3:59 ('Tots els ets i els uts') 8. «De coração e raça» – 3:02 ('De cor i de raça') 9. «Independência» – 1:35 ('Independència') 10. «Etelvina» – 3:54 11. «O grande capital» – 2:37 ('El gran capital') |

| • De pequenino se torce o destino (1976) |
| --- |
| Lletres i música de Sérgio Godinho, quan no s'indica altrament. 1. «Foi a trabalhar» ('Anà a treballar')– 3:01 2. «Bacalhau basta» ('Amb bacallà ja n'hi ha prou')– 3:42 3. «Sul, Norte, campo, cidade» ('Sud, nord, camp, ciutat')– 4:19 4. «Uma cantiga de amor» (Una cantiga d'amor')– 4:19 5. «Um tractor» ('Un tractor')– 2:37 6. «Organização popular» ('Organització popular')– 3:42 7. «Os demónios de Alcácer-Quibir» ('Els dimonis d'Alcácer-Quibir')– 2:22 8. «Cantiga do Camolas» ('Cantiga d'en Camolas')– 1:39 9. «O namoro» (lletra de Viriato da Cruz, música de Fausto) ('El festeig')– 4:05 10. «Bico calado» ('Bec callat')– 3:53 11. «De pequenino» ('De petitó')– 1:12 |

| • Pano-cru (1978) |
| --- |
| 1. «A vida é feita de pequenos nadas» ('La vida és feta de petites foteses')– 3:23 2. «O primeiro dia» ('El primer dia')– 4:19 3. «O galo é o dono dos ovos» ('El gall és l'amo dels ous')– 2:34 4. «Balada da Rita» (do filme Kilas, o mau da fita) («Balada de la Rita» - de la banda sonora del film Kilas, o mau da fita)– 4:03 5. «Venho aqui falar» ('Vinc aquí per parlar')– 4:22 6. «Lá isso é» ('Som-hi')– 4:03 7. «Feiticeira» ('Fetillera')– 2:29 8. «O homem-fantasma» ('L'home fantasma')– 3:46 9. «2º andar, direito» ('2n pis, dreta')– 6:54 10. «Pano-cru» ('Pany cru')– 1:45 |

- Campolide (1979)
- Canto da boca (1981)
- Coincidências (1983)
- Salão de festas (1984)
- Na vida real (1986)
- Os amigos de Gaspar (1988)
- Aos amores (1989)
- Tinta permanente (1993)
- Domingo no mundo (1997)
- Lupa (2000)
- O irmão do meio (2003)
- Ligação Directa (2006)

### Àlbums en directe
- Noites passadas (1995)
- O elixir da eterna juventude (1996)
- Rivolitz (1998)
- Afinidades (amb els Clã) (2001)
- Nove e meia no Maria Matos (2008)

### Recopilacions
- Era uma vez um rapaz (1985)
- Escritor de canções (1990)
- Biografias do amor (2001)
- Setenta e um - Oitenta e seis - O melhor de Sérgio Godinho (2004)

### Bandes sonores
- A Confederação (LP, Diapasão/Sassetti) (1978)
- Kilas, o mau da fita (1979)

### EPs
- Romance de um dia na estrada (Guilda da Música/Sassetti) (1971)

### Singles
- Na boca do lobo (Guilda da Música/Sassetti) (1975)
- Liberdade (Guilda da Música/Sassetti) (1975)
- Nós por cá todos bem (1977)

### Col·laboracions
- Fausto Bordalo Dias - Madrugada dos Trapeiros (1977)
- Espanta Espíritos - Espanta Espíritos (1995)
- Silence 4. Tema:Sexto Sentido. Album: Silence become it (1998)
- Gabriel, o Pensador. Tema: Tás a ver?. Album: Tás a ver? (2003)
- Manuel Paulo. Tema: Casa inacabada com Baloiço na janela. Album: O Assobio da Cobra (2004)
- José Mário Branco. Tema: Pão Pão. Album: Resistir é vencer (2004)
- Joana Melo. Tema: Com um brilho nos olhos. Album: Operação Triunfo (2004)
- Sons da Fala - Sons da Fala (2007)

### DVD
- Sérgio Godinho - De volta ao Coliseu (2006)

## Llibres
- Retrovisor - Uma biografia musical de Sérgio Godinho  (2006)